# Anne de Rohan (poétesse)
Pour les articles homonymes, voir Anne de Rohan.
Anne de Rohan, ou Anne de Rohan-Soubise, née en 1584, morte le 20 septembre 1646 à Paris, est une poétesse protestante française.

## Biographie
Membre de la maison de Rohan, elle est la fille de René II de Rohan et de Catherine de Parthenay.
Née au château de Blain ou à Mouchamps, aux Herbiers, elle avait pour frères Henri II de Rohan duc de Rohan et Benjamin de Rohan duc de Frontenay et baron de Soubise et pour sœurs, Catherine Rohan, brève épouse du prince Palatin Jean de Bavière, duc de Deux Ponts et Henriette de Rohan, leur aînée, dont Tallement des Réaux a immortalisé l'esprit.
Elle lisait couramment le latin, le grec, et l'hébreu. On en a dit qu'elle ne lisait jamais la bible et les psaumes qu'en cette langue. Elle subit avec sa mère le siège de la Rochelle de 1628, où, dit-on, elle se nourrit de quatre onces de pain et de viande de chevaux. Ayant refusé de se comprendre dans la capitulation, la mère et la fille furent assignée dans la forteresse de Niort puis aux Herbiers, à Mouchamps dans le fief des Parthenay où Anne demeura dans le souvenir de sa mère. Elle mourut à Paris en 1646 sans avoir contracté mariage 

## Œuvres
- Poésies d'Anne de Rohan-Soubise, et Lettres d'Eléonore de Rohan-Montbazon à divers membres de la société précieuse[7]

Elle chanta en 1618, quatre ans après la mort d'Henriette de Rohan, la passion de sa sœur pour la duchesse de Nevers : Sur un portrait de feue la duchesse de Nevers fait par mademoiselle de Rohan.
| Tout change en un instant Comme la lune. Mais ma douleur pourtant Est toujours une ! Rien ne sauroit changer Mon deuil extrême, Rien ne peut l'alléger Que le deuil mesme. | Vous qui voyez mon sort Et à toute heure, Pleurez pour ceste mort Qui rien ne pleure. Voyez mes maux certains, Et que sans feinte, La beauté que je peins Soit par vous peinte. | Venez sur ses cheveux Des pleurs espandre, Lamentez ces beaux feux Qui sont en cendre, Pleurez ce teint de lys, Sa bouche belle. Plaignez tous ma Philis, Mais moi plus qu'elle. | Donnez à la pitié Qui m'environne Les pleurs qu'à l'amitié Sans fin je donne. |

Ces vers lui valurent en récompense les éloges de Théophile de Viau. Il avait composé ses propres louanges à l'intention d'Henriette de Rohan lors de la mort de la duchesse de Nevers. L'une commence ainsi.
« Je vous donne des vers pour nourrir vos douleurs
 Puisque cette princesse est digne de vos pleurs. »
- Après la mort de sa sœur Catherine Tombeau de très illustre très haute et très vertueuse princesse, Catherine de Rohan, duchesse des Deux-Ponts ; Jean Janon, rue du Foin, Paris, à l'enseigne de Jonas, 1609.
- En 1622, après la défaite de son frère, Benjamin, dans l'île de Riesz, elle compose une série de pièces intitulée larmes et soupirs, publiées à Paris chez Abraham Mouain[11].
- En 1631, à la mort de sa mère, Anne de Rohan écrivit une consolation Plaintes de très illustre princesse Anne de Rohan sur le trespas de Madame Rohan sa mere où elle résuma la vie de celle qui avait été son professeur et sans doute sa meilleure amie[12].

« J'aimois celle qui te fut proche
Dont tu as un deuil si cuisant,
Qui vécut toujours sans reproche
Dedans un siècle médisant. »
On lui doit notamment ces vers qui rappellent l'air de Cherubino de Lorenzo da Ponte
| Je ne repose nuit ny jour Je me brusle, je meurs d'amour, Tout me nuit, personne ne m'aide, Ce mal m'oste le jugement, Et plus je cherche de remède Moins je trouve d'allégement : Je suis désespérée, j'enrage ; Qui me veult consoler m'outrage; Si je pense à ma guérison, Je frémis en ceste espérance ; Je me fâche en ma prison El me plains de ma délivrance. | Sento un affetto pien di desir, Ch'ora è diletto, ch'ora è martir. Gelo e poi sento l'alma avvampar, E in un momento torno a gelar. Ricerco un bene fuori di me, Non so chi'l tiene, non so cos'è. Sospiro e gemo senza voler, Palpito e tremo senza saper. Non trovo pace notte né dì, Ma pur mi piace languir così. |

Doit-on s'étonner de ces ressemblances à une époque où le plagiat était admis et ces images du désir amoureux des poncifs convenus ?

## Huitain
- Huitain composé pour le mausolée de Catherine de Chivré[16], sa meilleure amie d'enfance, décédée à l'âge de 13 ans.

« Helas pvis qve la mort, ô ma chere compagne,
A desia retranche le Fil de tes beavx iovrs,
Par les lois escartes ou dans quelqve montagne,
Ie te vevoe dire encor ces fvnebres Discovrs.
Les oyseavx a lenvy disent chanson novvelle,
Salvans le Printemps qvi se monstre si beav ;
Mais moy ie vevoe plevrer avecqves Philomele
Pvis qve tovt mon plaisir est dedans le tombeav.
 »

## Sources et références
1. ↑  des mémoires relatifs à l'histoire de France…, Volume 50 Par Claude Bernard Petitot
2. ↑  Sur le site Phalese Henriette de Rohan
3. ↑  Mlle Anne de Rohan, bonne fille, fort simple, quoyqu’elle sceüst du latin et que toute sa vie elle eust fait des vers ; à la vérité, ils n’estoient pas les meilleurs du monde. Sa sœur la bossue, avoit bien plus d’esprit qu’elle : j’en ay déjà escrit un impromptu. Elle avoit une passion la plus desmesurée qu’on ayt jamais veûe pour Mme de Nevers, mere de la reyne de Pologne. Quand elle entroit chez cette princesse, elle se jettoit à ses piez, et les luy baisoit. Mme de Nevers estoit fort belle, et elle ne pouvoit passer un jour sans la voir, ou luy escrirre si elle estoit malade : elle avoit tousjours son portrait, grand comme la paume de la main, pendu sur son corps de robe, à l’endroit du cœur, assure Tallemant des Réaux[  ]
4. ↑  Anthologie des poètes bretons
5. ↑  Nicole Vray, Femmes, Eglises et société: Du XVIe au XIXe siècle, Desclée De Brouwer, 6 mars 2014, pp 49  (ISBN 2220076245) consulter ici :
6. ↑  Stephane Algan, Olivier de Gourcuf, Adine Riom, René Kerviler, Anthologie des poètes Bretons du XVIIIe siècle, 2016, Collection XIX,  (ISBN 2346074268) p 41
7. ↑  Anne de Rohan-Soubise et Eléonore de Rohan-Montbazon, Poésies d'Anne de Rohan-Soubise, et Lettres d'Eléonore de Rohan-Montbazon,... à divers membres de la société précieuse,  A. Aubry, 1862
8. ↑  Poésies d'Anne de Rohan-Soubise, et Lettres d'Eléonore de Rohan-Montbazon,... à divers membres de la société précieuse, page 61, A. Aubry, 1862
9. ↑  Antoine Adam : Théophile de Viau et la libre pensée française en 1620 ; page 98
10. ↑  Poésies d'Anne de Rohan-Soubise, et Lettres d'Eléonore de Rohan-Montbazon,... à divers membres de la société précieuse, en note page 62, A. Aubry, 1862
11. ↑  Les Larmes et souspirs de Madamoiselle Anne de Rohan, sur la desroutte de Monsieur de Soubize, son frere, par laquelle on peut voir la calamité où il est maintenant reduit, qu'on peut lire en ligne ici :
12. ↑  Anne de Rohan, Plaintes de... Anne de Rohan sur le trespas de Madame Rohan sa mere 1636., imprimée chez Pierre Aubert à Genève, également ici
13. ↑  Poésies d'Anne de Rohan-Soubise, et Lettres d'Eléonore de Rohan-Montbazon à divers membres de la société précieuse
14. ↑  Noces de Figaro : Acte II scène 2 ; l'air de Cherubino
15. ↑  Jean-Claude Hauc : L'appétit de Don Juan page 106 ; l'auteur affirme que Da Ponte a pillé Giovani Bertati pour le Don Juan
16. ↑  André Joubert, Les Chivré, marquis de La Barre de Bierné - Une famille de seigneurs calvinistes du Haut-Anjou, XVIe – XVIIIe siècles, réédition, 2016 (lire en ligne)

- VIAF
- ISNI
- BnF (données)
- IdRef
- LCCN
- GND
- Pays-Bas
- NUKAT
- WorldCat